# Paramonacanthus curtorhynchos
Paramonacanthus curtorhynchos és una espècie de peix de la família dels monacàntids i de l'ordre dels tetraodontiformes.

## Morfologia
- Els mascles poden assolir 11,3 cm de longitud total.[3][4]

## Hàbitat
És un peix marí, de clima tropical i demersal.

## Distribució geogràfica
Es troba des de la Badia de Bengala fins a Fiji.

## Observacions
És inofensiu per als humans.